# MTV News
MTV News — новостной отдел телеканала MTV, одного из самых популярных музыкальных телеканалов в США и мире. MTV News начал работу в конце 1980-х годов с программой The Week In Rock (с англ. — «Неделя в рок-музыке»), которую вел Курт Лодер, первый корреспондент MTV News. Главной музыкальной темой к программе The Week In Rock было начало песни Megadeth «Peace Sells».
Сначала программа начала освещать политические новости к Президентским выборам в США 1992 года через кампанию «Choose or Lose» (с англ. — «Голосуй или проиграешь»). С тех пор на MTV выходит программа «Choose or Lose» и для других выборах в США. К выборам 2008 года Барак Обама и Хиллари Клинтон обсудили на MTV войну в Ираке.
Сайт MTV News был запущен в ноябре 1996 года. Сайт прекратил работу, из-за финансовых проблем компании Paramount, в мае 2023 года; в конце июня 2024 года компания Paramount Global удалила весь архив сайта MTV News, на котором хранились тысячи статей на музыкальную тематику, интервью с мировыми звездами, миллионы новостей и история формирования музыкальной культуры за последние 28 лет.

## MTV News в США
Текущие корреспонденты: 
- Sway Calloway (Sway)
- Jim Cantiello
- Tim Kash
- Kurt Loder
- Kim Stolz

Бывшие корреспонденты:
- Serena Altschul
- Chris Connelly
- Mark Goodman
- Brian McFayden
- John Norris
- SuChin Pak
- Christina Olivares
- Iann Robinson
- Tabitha Soren
- Alison Stewart
- Gideon Yago
- Nick Zano

## MTV News в мире

### Россия
- Белоногов Александр

### Канада
- Aliya-Jasmine Sovani
- Johnny Hockin
- Sharlene Chiu

### Италия
- Jasper Lewis Vignone

### Ирландия
- Nick Lee Mease

### Германия
- Markus Kavka
- Karolin

### Нидерланды
- Dennis Weening
- Evelien Bosch

### Латинская Америка
- Ilana Sod
- Jazz
- Nicolás Artusi
- Javier Andrade

### Австралия
- Maz Compton
- Darren McMullen
- Erin McNaught
- Ruby Rose

### Литва
- Jonas Bačelis